# Rezervația Naturală a Bașchiriei
Rezervația Naturală a Bașchiriei (în rusă Башкирский заповедник, transliterat: Bașkirskii zapovednik) este o rezervație naturală a Rusiei situată în partea centrală a Uralilor Sudici din Bașchiria. Ea se întinde pe pantele muntoase împădurite din partea de vest a Uralilor sudici înspre râul Kaga și se află în zona de tranziție de la pădurea montană la stepă. Rezervația a fost înființată în 1930 în raionul Burzyansky din Bașkortostan.

## Istoric
Rezervația a fost instituită la 11 iulie 1930 și desființată în 1951 de către Consiliul de Miniștri al Republicii Sovietice Socialiste Bașchiria pentru a face loc unui leskhoz, adică unei exploatări forestiere intensive de stat, după modelul socialist. Rezervația a fost reînființată în noiembrie 1958. Ea era formată din trei zone: Ouraltaou, Krakul de Sud și Pribelsk. Teritoriul Choulgan-Tach a fost separat în 1986 pentru a forma rezervația naturală Choulgan-Tach ce conține o peșteră celebră cu picturi rupestre care i-au dat numele.
Rezervația este delimitată la nord de râul Kaga, la est de ramura sudică a Uralilor sudici, la sud de râul Uzyan și la vest de munții Kraków. Cele mai multe vârfuri montane au muchiile netezite și acoperite cu păduri. Pădurea se află pe pantele munților, în partea de est a zonei de tranziție către stepă și pajiști joase.
O cartografiere detaliată a fost publicată în 2006, prin activitatea studenților geografi de la Universitatea din Moscova.

## Geografie
Relieful rezervației este muntos. Piscurile sale sunt erodate, de o înălțime redusă și acoperite cu păduri, precum Muntele Massime, popular printre excursioniști. Versanții sudici sunt acoperiți cu păduri, precum și cu silvostepă, având poieni cu diferite ierburi. Fiecare zonă a rezervației are particularitățile sale.

### Climat
Rezervația este situată la capătul sudic al ecoregiunii Tundra și pădurile montane din munții Ural, care este o zonă de întâlnire între zonele de vegetație din Europa și din Asia (peste Munții Ural). (WWF ID#610).
Clima rezervației este continental-umedă (Clasificarea climatică Köppen Dfc), fiind caracterizată prin mari variații de temperatură atât pe parcursul anului, cât și de la o zi la alta, cu veri răcoroase, ierni reci și precipitații relativ uniforme pe tot parcursul anului. Temperatura poate scădea până la -45° C iarna, iar înghețurile sunt frecvente pe vârfurile munților în timpul verii. Media anuală a precipitațiilor este de 500 mm, mai ales în timpul verii și toamnei.

### Floră și faună
Datorită situării sale la punctul de întâlnire a mai multor ecoregiuni, rezervația are un nivel ridicat de biodiversitate. Vegetația este de tip siberian și european, central-asiatic și arctic. Pădurile acoperă 80% din teritoriul rezervației, fiind format în cea mai mare parte din păduri boreale de pin și zadă, precum și din păduri de mesteacăn. De-a lungul cursurilor inferioare ale râurilor sunt fâșii de păduri de arin sau de salcie. Au fost identificate în rezervație 812 de specii de plante rădăcinoase, 95 de specii de alge, 42 de fungi (macromicete), 322 de licheni și 124 de mușchi. Animalele din rezervație sunt cele tipice pădurilor din sudul munților Ural - ursul brun, veverița, râsul, veverița roșie și cocoșul de munte. Parcul conține 275 de specii de vertebrate, mai precis 196 de specii de păsări, 53 de specii de mamifere, 17 specii de pești, 6 specii de reptile și 3 specii de amfibieni. Curenții de apă reci și rapizi favorizează dezvoltarea păstrăvilor. O specie de albină endemică asemănătoare cu Apis mellifera, numită albină de Bourzian, este protejată în mod special.

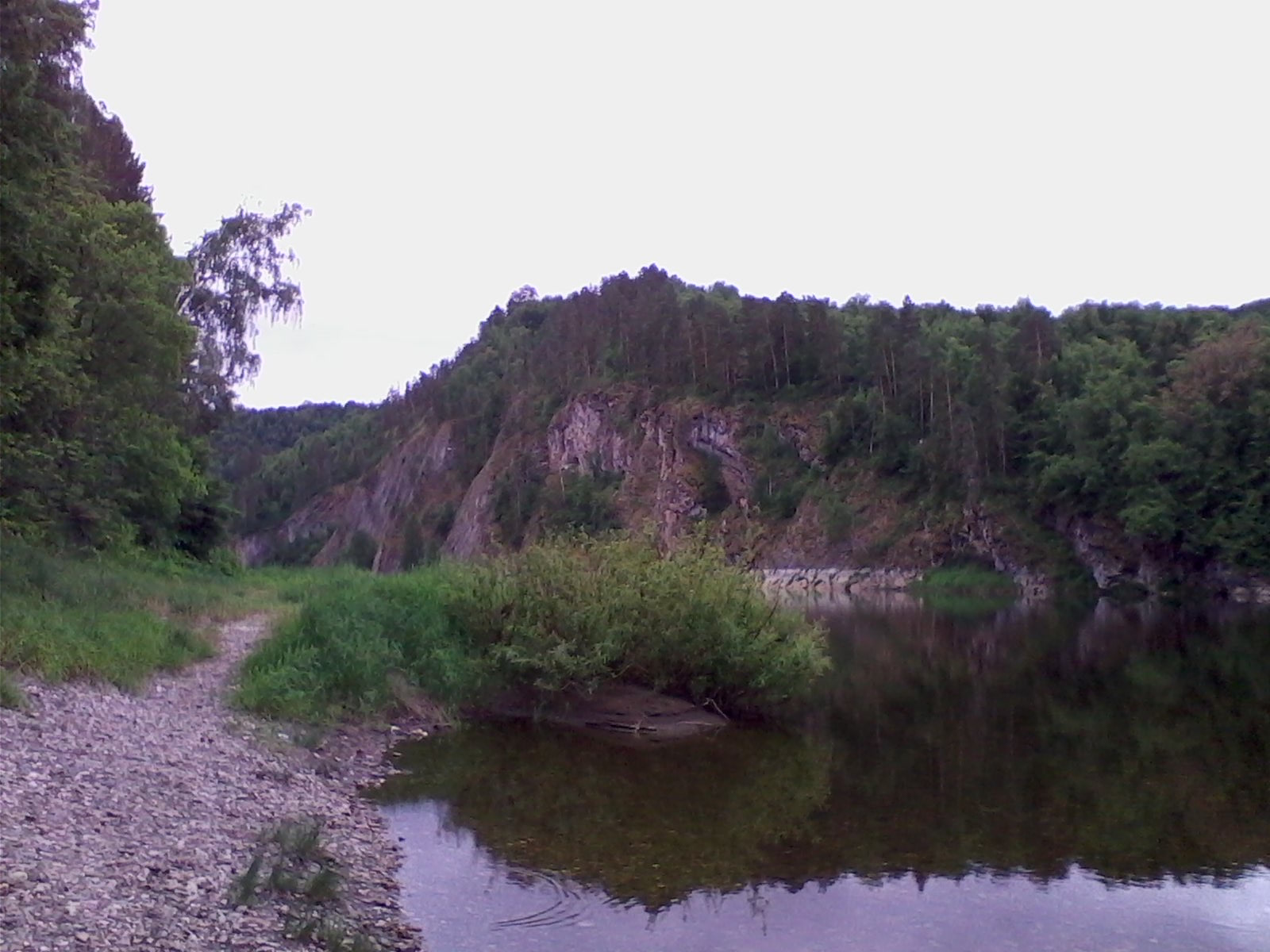
Rezervația Naturală a Bașchiriei

## Studii științifice și pericole
Rezervația a fost înființată pentru a proteja ecosistemul puțin înalt al Munților Ural și în special pădurile sale puțin afectate de activitatea umană. Cu toate acestea, în 1998 au fost înființate două colhozuri, dar acestea au fost declarate ilegale. În mod similar, în 2004, problema exploatării cromitului în apropierea satului Sagaï (aflat în mijlocul rezervației) a fost prezentată în fața Dumei de stat.

## Management
În rezervație există un muzeu al naturii, dar intrarea în acest teritoriu necesită un permis din partea conducerii rezervației și doar un număr limitat de tururi ecologice sunt permise și numai însoțite de ghizi.

## Legături externe
- ru  Informations sur la protection de la nature en Russie
- ru  La réserve de Bachkirie sur le site OOPT-INFO
- Bashkirsky entry at ProtectedPlanet.net